# ميغيل كانو
ميغيل كانو (بالإسبانية: Miguel Cano)‏ مهندس معماري ونحات لعصر البارّوكية، وُلِد في منتصف القرن 16 في مدينة المودوفار ديل كامبو. تم إعادة تسميته بمُجَمِع الروافد، هو والد والمعلم الأول_مع زوجته ماريا ألمنسا_ لألونسو كانو، وقد عملا جنبًا إلى جنب بالإضافة انه اكمل بعض أعمال والده الأخيرة. دوى صدى سُمعة أعماله وتوالت عليه طلبات الأعمال مما دفعه إلى الاستقرار في غرناطة، مع عائلته، قبل شهرين فقط من ولادة ألونسو.

## أعماله
- 1601: رافدة مذبح أبرشية سان إلديفونسو (غرناطة).
- 1628: رافدة مذبح أبرشية سيدة دى أوليفيا (يبريخا/ اشبيلية)، وانتهى من ابنه_ألونسو كانو.